# Edward Olszówka
Edward Olszówka (ur. 9 lipca 1937 w Kochłowicach, zm. 26 listopada 2014) – polski piłkarz, obrońca, sześciokrotny mistrz Polski w barwach Górnika Zabrze.

## Kariera sportowa
Był wychowankiem klubu Urania Ruda Śląska, w latach 1952–1957 reprezentował barwy AKS Chorzów, w latach 1957–1959 Naprzodu Lipiny. Od 1960 był zawodnikiem Górnika Zabrze, z którym sięgnął po sześć tytułów mistrza Polski (1961, 1963, 1964, 1965, 1966, 1967), a ponadto wicemistrzostwo Polski w 1962 i 1969, brązowy medal w 1960 i 1968. W barwach Górnika zagrał w 141 spotkaniach ligowych, zdobywając 1 bramkę.
Przez wiele lat mieszkał w Niemczech. Jest pochowany w Wuppertal.